# Roulans
Roulans je naselje in občina v francoskem departmaju Doubs regije Franche-Comté. Leta 2007 je naselje imelo 1.063 prebivalcev.

## Geografija
Kraj leži v pokrajini Franche-Comté 19 km severovzhodno od Besançona.

## Uprava
Roulans je sedež istoimenskega kantona, v katerega so poleg njegove vključene še občine Bouclans, Breconchaux, Champlive, Châtillon-Guyotte, Dammartin-les-Templiers, Deluz, Glamondans, Gonsans, L'Écouvotte, Laissey, Le Puy, Naisey-les-Granges, Nancray, Osse, Ougney-Douvot, Pouligney-Lusans, Saint-Hilaire, Séchin, Val-de-Roulans, Vauchamps, Vennans in Villers-Grélot s 7.734 prebivalci.
Kanton Roulans je sestavni del okrožja Besançon.